# Regeringen May II
Regeringen May II (engelska: Second May ministry) var Storbritanniens regering från 11 juni 2017 till den 24 juli 2019. Regeringen leddes av premiärminister Theresa May från det Konservativa partiet.
Parlamentsvalet i Storbritannien 2017 resulterade i ett hängt parlament, där de Konservativa partiet fick 318 av 650 mandat och 8 mandat från egen majoritet. May bildade dagen efter valet en minoritetsregering med parlamentariskt stöd av det nordirländska DUP, vilka tillsammans erhåller 328 mandat och en majoritet om 2 mandat.
Regeringen May II utmärktes av en hög omsättning av ministrar, inte minst på grund av oenighet kring brexit. En större regeringsombildning genomfördes också i januari 2018. Den 24 maj 2019 meddelade Theresa May att hon skulle avgå som premiärminister och partiledare 7 juni 2019. Från det datumet är regeringen May II en övergångsregering medan Konservativa partiet utser en ny partiledare och regeringen avgick formellt den 24 juli 2019 efter att Boris Johnson valts till ny ledare för Konservativa partiet den 23 juli 2019.

## Ministrar
Fullvärdiga medlemmar av kabinettet:
| Titel                                                                     | Namn | Namn                     | Tillträdde       | Avgick           | Parti        |
| ------------------------------------------------------------------------- | ---- | ------------------------ | ---------------- | ---------------- | ------------ |
| Premiärminister Förste skattkammarlord Minister for offentlig förvaltning |      | Theresa May              | 13 juli 2016     | 24 juli 2019     | Konservativa |
| Finansminister Andre skattkammarlord                                      |      | Philip Hammond           | 13 juli 2016     | 24 juli 2019     | Konservativa |
| Inrikesminister                                                           |      | Amber Rudd               | 13 juli 2016     | 29 april 2018    | Konservativa |
| Inrikesminister                                                           |      | Sajid Javid              | 29 april 2018    | 24 juli 2019     | Konservativa |
| Utrikesminister                                                           |      | Boris Johnson            | 13 juli 2016     | 9 juli 2018      | Konservativa |
| Utrikesminister                                                           |      | Jeremy Hunt              | 9 juli 2018      | 24 juli 2019     | Konservativa |
| Försvarsminister                                                          |      | Michael Fallon           | 15 juli 2014     | 1 november 2017  | Konservativa |
| Försvarsminister                                                          |      | Gavin Williamson         | 2 november 2017  | 24 juli 2019     | Konservativa |
| Försvarsminister                                                          |      | Penny Mordaunt           | 1 maj 2019       | 24 juli 2019     | Konservativa |
| Justitieminister Lordkansler                                              |      | David Lidington          | 11 juni 2017     | 8 januari 2018   | Konservativa |
| Justitieminister Lordkansler                                              |      | David Gauke              | 8 januari 2018   | 24 juli 2019     | Konservativa |
| Kvinno- och jämställdhetsminister                                         |      | Justine Greening         | 14 juli 2016     | 8 januari 2018   | Konservativa |
| Kvinno- och jämställdhetsminister                                         |      | Amber Rudd               | 9 januari 2018   | 30 april 2018    | Konservativa |
| Kvinno- och jämställdhetsminister                                         |      | Penny Mordaunt           | 30 april 2018    | 24 juli 2019     | Konservativa |
| Utbildningsminister                                                       |      | Justine Greening         | 14 juli 2016     | 8 januari 2018   | Konservativa |
| Utbildningsminister                                                       |      | Damian Hinds             | 8 januari 2018   | 24 juli 2019     | Konservativa |
| Brexitminister                                                            |      | David Davis              | 13 juli 2016     | 9 juli 2018      | Konservativa |
| Brexitminister                                                            |      | Dominic Raab             | 9 juli 2018      | 15 november 2018 | Konservativa |
| Brexitminister                                                            |      | Stephen Barclay          | 16 november 2018 | 24 juli 2019     | Konservativa |
| Handelsminister President för Handelskollegiet                            |      | Liam Fox                 | 13 juli 2016     | 24 juli 2019     | Konservativa |
| Närings-, Energi- och Industriminister                                    |      | Greg Clark               | 14 juli 2016     | 24 juli 2019     | Konservativa |
| Hälsominister                                                             |      | Jeremy Hunt              | 4 september 2012 | 9 juli 2018      | Konservativa |
| Hälsominister                                                             |      | Matthew Hancock          | 9 januari 2018   | 24 juli 2019     | Konservativa |
| Arbetsmarknads- och pensionsminister                                      |      | David Gauke              | 11 juni 2017     | 8 januari 2018   | Konservativa |
| Arbetsmarknads- och pensionsminister                                      |      | Ester McVey              | 8 januari 2018   | 15 november 2018 | Konservativa |
| Arbetsmarknads- och pensionsminister                                      |      | Amber Rudd               | 16 november 2018 | 24 juli 2019     | Konservativa |
| Ledare i Överhuset Lordsigillbevarare                                     |      | Baronessan Natalie Evans | 14 juli 2016     | 24 juli 2019     | Konservativa |
| Transportminister                                                         |      | Chris Grayling           | 14 juli 2016     | 24 juli 2019     | Konservativa |
| Bostads- och kommunminister till 2018 Samhälls- och kommunminister        |      | Sajid Javid              | 14 juli 2016     | 30 april 2018    | Konservativa |
| Bostads- och kommunminister till 2018 Samhälls- och kommunminister        |      | James Brokenshire        | 30 april 2018    | 24 juli 2019     | Konservativa |
| Ledare i Underhuset Lordpresident                                         |      | Andrea Leadsom           | 11 juni 2017     | 22 maj 2019      | Konservativa |
| Ledare i Underhuset Lordpresident                                         |      | Mel Stride               | 23 maj 2019      | 24 juli 2019     | Konservativa |
| Minister för Skottland                                                    |      | David Mundell            | 11 maj 2015      | 24 juli 2019     | Konservativa |
| Minister för Wales                                                        |      | Alun Cairns              | 19 mars 2016     | 24 juli 2019     | Konservativa |
| Minister för Nordirland                                                   |      | James Brokenshire        | 14 juli 2016     | 8 januari 2018   | Konservativa |
| Minister för Nordirland                                                   |      | Karen Bradley            | 8 januari 2018   | 24 juli 2019     | Konservativa |
| Miljö-, livsmedels- och landsbygdsminister                                |      | Michael Gove             | 11 juni 2017     | 24 juli 2019     | Konservativa |
| Minister för internationell utveckling                                    |      | Priti Patel              | 14 juli 2016     | 9 november 2017  | Konservativa |
| Minister för internationell utveckling                                    |      | Penny Mordaunt           | 9 november 2017  | 1 maj 2019       | Konservativa |
| Minister för internationell utveckling                                    |      | Rory Stewart             | 1 maj 2019       | 24 juli 2019     | Konservativa |
| Minister för digitala frågor, kultur, media och idrott                    |      | Karen Bradley            | 14 juli 2016     | 8 januari 2018   | Konservativa |
| Minister för digitala frågor, kultur, media och idrott                    |      | Matthew Hancock          | 8 januari 2018   | 9 juli 2018      | Konservativa |
| Minister för digitala frågor, kultur, media och idrott                    |      | Jeremy Wright            | 9 januari 2018   | 24 juli 2019     | Konservativa |

Nedanstående ministrar närvarar vid kabinettets sammanträden men anses inte vara fullvärdiga medlemmar.
| Titel                                | Namn | Namn             | Tillträdde      | Avgick          | Parti        |
| ------------------------------------ | ---- | ---------------- | --------------- | --------------- | ------------ |
| Chefssekreterare i finansministeriet |      | Elizabeth Truss  | 11 juni 2017    | 24 juli 2019    | Konservativa |
| Attorney General                     |      | Jeremy Wright    | 15 juli 2014    | 9 juli 2018     | Konservativa |
| Attorney General                     |      | Geoffrey Cox     | 9 juli 2018     | 24 juli 2019    | Konservativa |
| Chefsinpiskare i underhuset          |      | Gavin Williamson | 14 juli 2016    | 2 november 2017 | Konservativa |
| Chefsinpiskare i underhuset          |      | Julian Smith     | 2 november 2017 | 24 juli 2019    | Konservativa |

### Fotnoter
1. ↑  Theresa May bildar regering med hjälp av nordirländskt parti 2017-06-09